# Пантано, Эдоардо
Эдоардо Пантано (14 февраля 1842, Ассоро — 15 мая 1932) — итальянский политический деятель.
В 1862 и 1867 годах сражался в рядах легиона Джузеппе Гарибальди: в 1862 году в экспедиции в Аспромонте, а в 1866 году получил звание лейтенанта медицинской службы генуэзских карабинеров. В 1869 году стал одним из основателей партии Республиканский Альянс. Был масоном, в 1880 году вступил в римскую ложу «Равенства». В 1882 году на конгрессе в Генуе вёл ожесточённую полемику с Антонио Фратти по поводу допуска до выборов республиканцев (Пантано допускал возможность этого, Фратти же выступал категорически против).
С 1886 года был избран депутатом (сохранил мандат до 1921 года), примкнул к левым; в конце 1890-х и в начале 1900-х годов являлся лидером республиканцев (вместе с Барцилаи); в 1899—1900 годах руководил парламентской обструкцией во время обсуждения проекта реакционного закона о печати и собраниях Луиджи Пеллу. В 1906 году занимал пост министра сельского хозяйства в первом правительстве Соннино, в 1919—1920 годах был министром общественных работ в правительстве Нитти, в 1921 году был назначен сенатором. Возглавлял миланское издание «Il Secolo», оставил воспоминания.